# Strathmore (Szkocja)

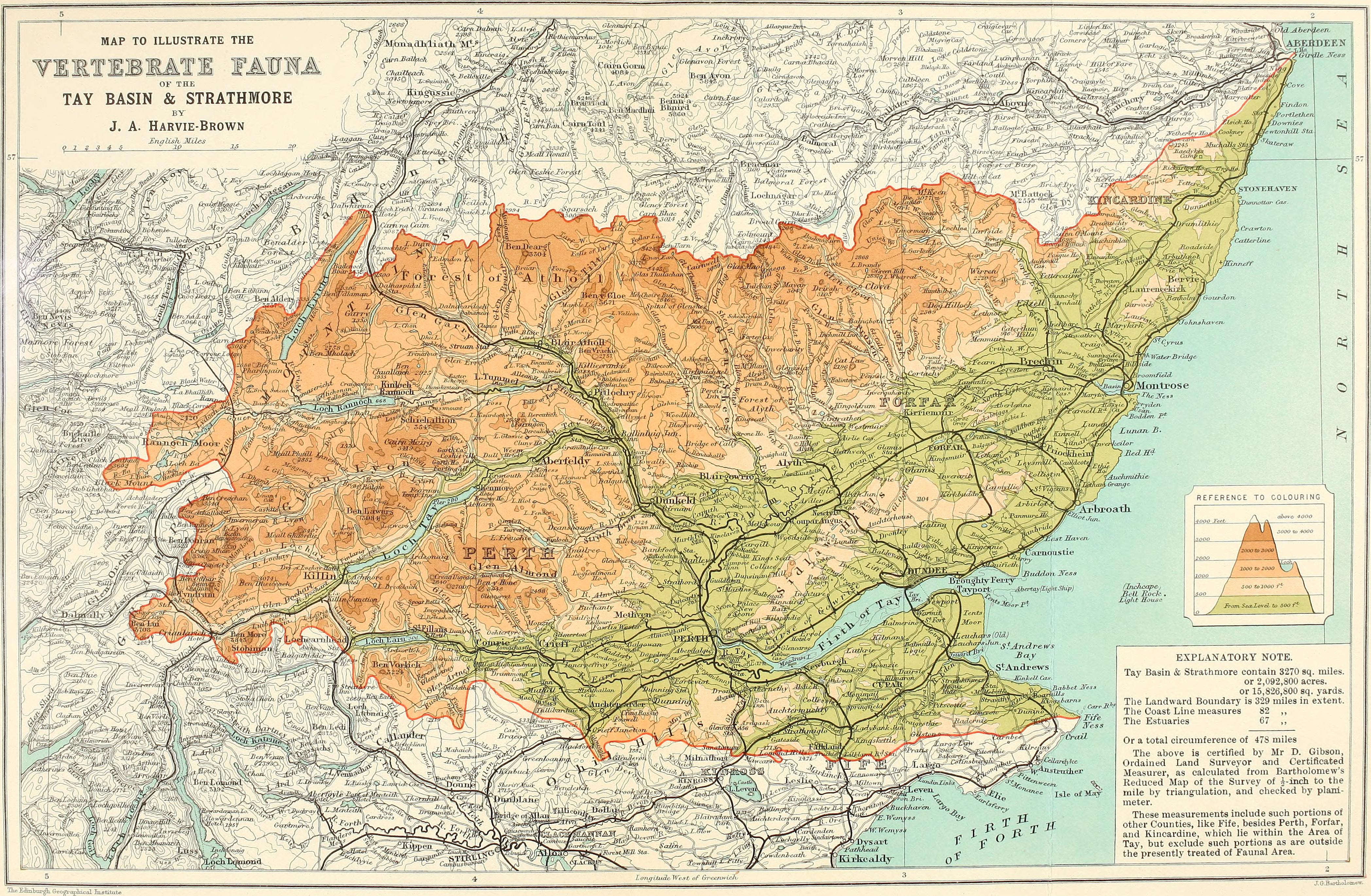
Mapa topograficzna dorzecza Tay i doliny Strathmore, 1906

Strathmore – dolina w środkowo-wschodniej Szkocji (Wielka Brytania), pomiędzy pasmem górskim Grampianów na północy a wzgórzami Sidlaw na południu. Rozciąga się na długości ponad 80 km od okolic miasta Perth na południowym zachodzie do okolic Stonehaven, nad Morzem Północnym, na północnym wschodzie.
W dolinie położone są miasta Blairgowrie, Coupar Angus, Alyth, Kirriemuir, Forfar, Brechin i Laurencekirk. Główne rzeki doliny to Tay, Isla, Dean Water, North Esk i South Esk.
W szerszym znaczeniu nazwa Strathmore bywa stosowana w odniesieniu do całego pasa dolin biegnących wzdłuż południowego podnóża Grampianów, na zachodzie sięgającego okolic jeziora Loch Lomond.